# Red Velvet
Red Velvet (hangul: 레드벨벳) – południowokoreański girlsband utworzony przez SM Entertainment w 2014 roku. Grupa zadebiutowała singlem Happiness wydanym 1 sierpnia 2014. Pierwotnie składała się z czterech członkiń: Irene, Seulgi, Wendy i Joy; Yeri dołączyła do grupy w marcu 2015 roku.
Uznawane są za jedną z najpopularniejszych grup k-popowych na całym świecie wg magazynów Time i Billboard, Red Velvet otrzymały pokaźną liczbę nagród za ich dyskografię czy też popularność, m.in. Golden Disc Award w kategorii 'Rookie of the Year' w 2015 r. czy Mnet Asian Music Award za najlepszą grupę żeńską w 2017 roku.

## Historia

### Przed debiutem
Seulgi jako pierwsza z członkiń została przyjęta do wytwórni w 2007 roku podczas jednej z SM Weekly Auditions. Następna była Irene, którą odkryto dzięki castingowi w roku 2009. Yeri trafiła do SM Entertainment w 2011 roku poprzez SM Weekly Auditions. Wendy została stażystką po przesłuchaniu w ramach SM Global Audition 2012 w Kanadzie, a Joy - w Seulu (również podczas SM Global Audition 2012).
Na oficjalnym koncie SM Entertainment na YouTube zostało opublikowanych kilka filmów przedstawiających Irene, Seulgi i Wendy jako część grupy stażystek S.M. Rookies. Pojawiły się pogłoski, jakoby miały zadebiutować jako zespół w lipcu 2014, co zostało później potwierdzone przez ich wytwórnię. Po dodaniu Joy, która nie była członkinią S.M. Rookies, powstała czteroosobowa grupa pod nazwą Red Velvet.

### 2014: Debiut z „Happiness” i „Be Natural”
Oficjalny debiut sceniczny Red Velvet odbył w programie muzycznym Music Bank, 1 sierpnia 2014. Ich debiutancki CD singel „Happiness” został wydany 4 sierpnia 2014 roku. Tytułowa piosenka została napisana przez Yoo Young-jin i skomponowana przez Willa Simmsa, Chada Hugo (The Neptunes), Chrisa Holstena i Anne Judith Wik (Dsign Music). Utwór został zakwalifikowany jako urban europop z mocnym syntezatorowym brzmieniem i afrykańskim plemiennym rytmem. Pierwsza wersja teledysku przekroczyła 2 mln wyświetleń na YouTube w doby od publikacji, zanim została usunięta (w związku z kontrowersyjnymi fragmentami) i zastąpiona zedytowaną wersją. Był to drugi najczęściej wyświetlany k-popowy teledysk na świecie w sierpniu 2014 roku. „Happiness” uplasowało się na piątym miejscu na Gaon Singles Chart.
Red Velvet wydały drugi singel „Be Natural” 13 października, jest on remakiem piosenki S.E.S. (pierwszej żeńskiej grupy SM Entertainment) o tym samym tytule. Grupa rozpoczęła promocję w M Countdown, 9 października. W tym samym dniu został wydany teledysk wyreżyserowany przez Kwon Soon-wooka i Shim Jae-wona z choreografią Kyle Hanagami. Teledysk przedstawia oryginalną choreografię użytą we wcześniej wydanym klipie S.M. Rookies z udziałem Irene i Seulgi. W utworze występuje także ówczesny członek S.M. Rookies Taeyong (NCT), który wykonał rapowaną część utworu.

### 2015:Ice Cream Cake, nowa członkini iThe Red

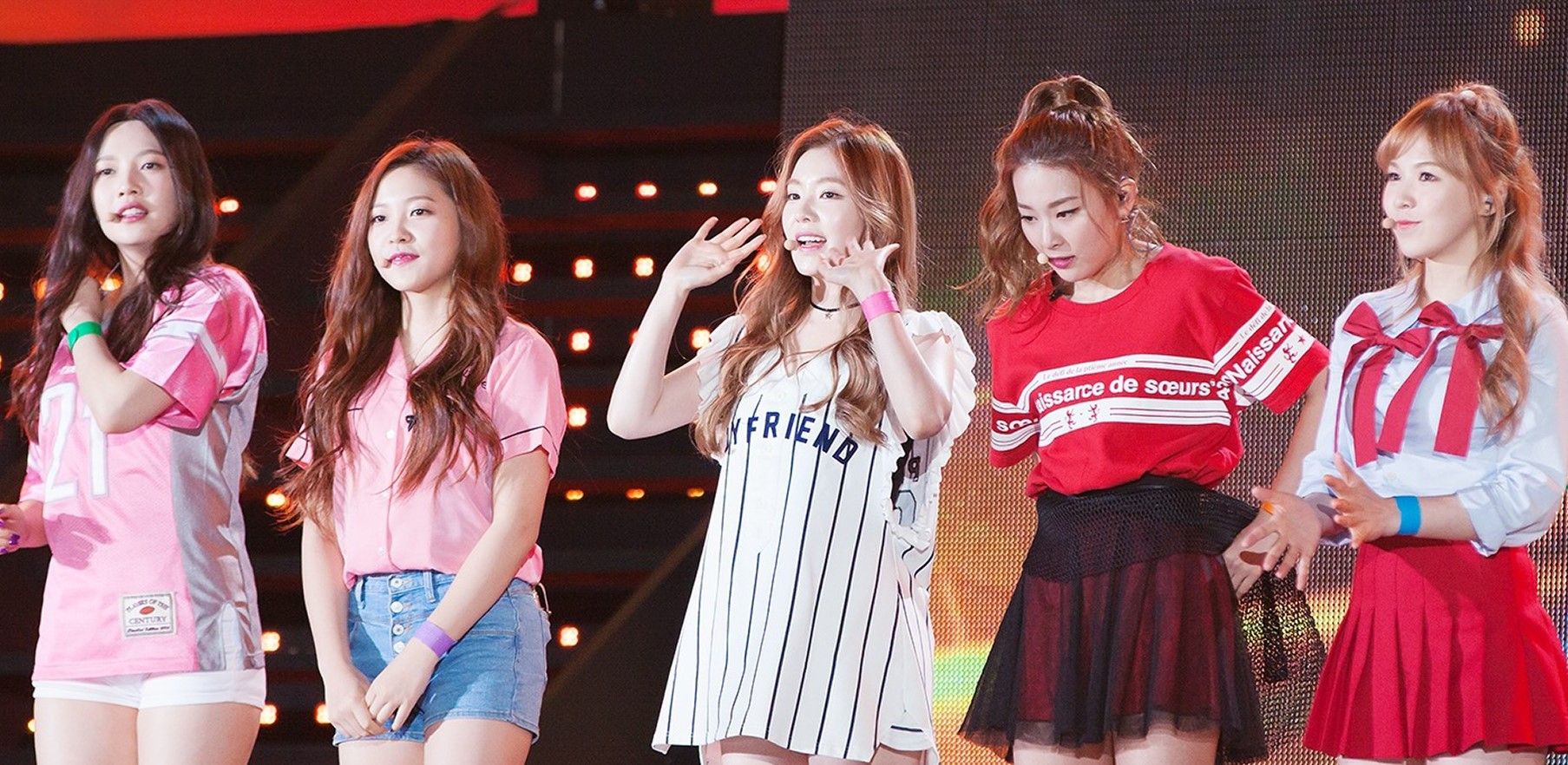
Red Velvet podczas Incheon Hallyu K-pop Concert w październiku 2015

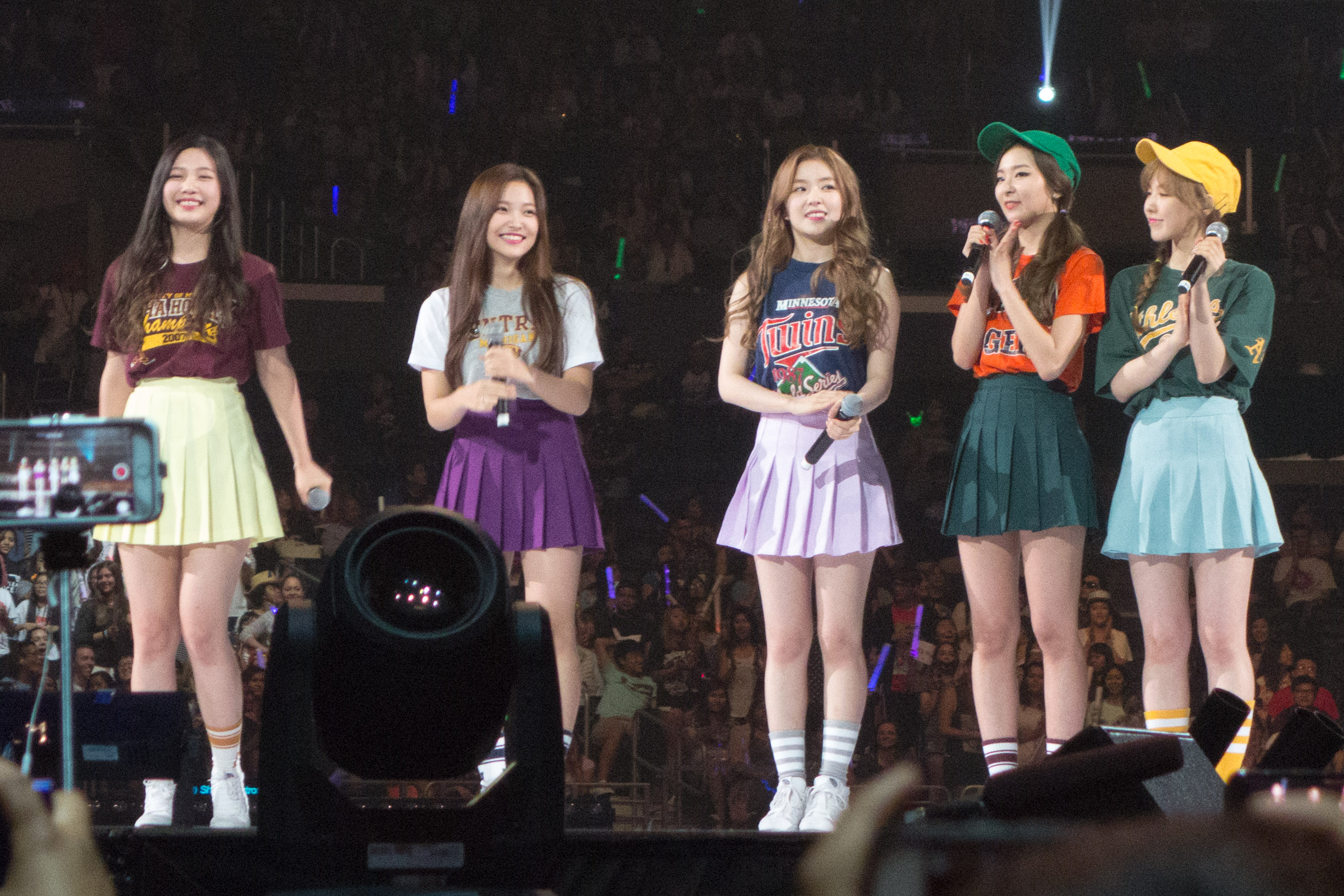
Red Velvet podczas KCON 2015 w Los Angeles

11 marca 2015 roku SM Entertainment ogłosiło, że pierwszy minialbum grupy będzie nosił nazwę Ice Cream Cake i zostanie wydany 15 marca 2015 roku. Tego samego dnia zostało opublikowane wideo przedstawiające nową członkinię grupy, Yeri, która wcześniej była członkinią S.M. Rookies, tak jak Irene, Seulgi i Wendy. Grupa promowała z dwoma głównymi singlami „Automatic” i „Ice Cream Cake”, do których teledyski zostały wydane 14 i 15 marca. Grupa zaczęła promocję w programach muzycznych 19 marca, a także w Ice Cream TV – programie emitowanym przez Naver Music i prowadzonym przez Minho z zespołu Shinee. Już w pierwszym tygodniu album zajął wysokie miejsce na liście Gaon Weekly Album Chart, a także drugie miejsce na Billboard's World Albums Chart. Utwór Ice Cream Cake uplasował się także na trzecim miejscu Billboard's World Digital Songs Chart, podczas gdy Automatic zajął dziewiąte miejsce. 27 marca w programie Music Bank grupa zdobyła swoje pierwsze trofeum, a 29 marca zdobyły kolejne w programie Inkigayo. Album był najlepiej sprzedającym się albumem grupy żeńskiej w Korei Południowej w pierwszej połowie 2015 roku na Hanteo Chart. W sierpniu 2015 roku Red Velvet po raz pierwszy wystąpiły w Stanach Zjednoczonych, podczas konwentu i festiwalu muzycznego KCON, w Los Angeles w Kalifornii.
Pierwszy album studyjny Red Velvet, pt. The Red, został wydany 9 września 2015 roku. Zawierał dziesięć utworów, w tym główny singel „Dumb Dumb”. Płyta odniosła natychmiastowy sukces, została pozytywnie przyjęta przez krytyków: Jeff Benjamin z Billboardu nazwał The Red „imponującym, solidnym debiutanckim albumem”. The Red zadebiutował na 1. pozycji listy Billboard's World Albums Chart i koreańskiej Gaon Album Chart, a także pojawił się na liście Billboardu 10 najlepszych albumów K-Popowych 2015 roku, gdzie został określony jako „jeden z najbardziej przyjemnych i eksperymentalnych popowych płyt LP”. „Dumb Dumb” uplasował się na 3. miejscu listy Billboard World Digital Songs. Singel znalazł się również na szczycie listy „Top 20 K-pop Tracks of 2015” magazynu Dazed, który stwierdzono, że grupa „wyprzedziła swoich konkurentów”. Teledysk do „Dumb Dumb” był też jedynym nieanglojęzycznym w rankingu „10 najlepszych teledysków muzycznych 2015 roku” czasopisma Rolling Stone. 18 grudnia grupa wzięła udział w specjalnym zimowym projekcie S.M. – Winter Garden, wraz z kolegami z wytwórni f(x) i BoA, wydający cyfrowy singel zatytułowany „Wish Tree” (kor. 세가지 소원).

### 2016:The VelvetiRussian Roulette
Pierwszą planowaną datą premiery drugiego minialbumu Red Velvet, pt. The Velvet, było 16 marca 2016 roku, ale dziesięć minut przed planowanym wydaniem S.M. Entertainment ogłosiło, że premiera teledysku i płyty zostaną opóźnione „w celu zagwarantowania wysokiej jakości dzieła”. Minialbum i jego główny singel „One of These Nights” (kor. 7월7일 (One Of These Nights)) zostały wydane dzień później, 17 marca. Album prezentuje gładką, inspirowaną R&B „aksamitną” (ang. velvet) stronę koncepcji grupy i jest bezpośrednią kontynuacją albumu The Red, który podkreślił jasny i odważny, „czerwony” (ang. red) wizerunek grupy.
W maju różne serwisy informacyjne w Korei Południowej poinformowały, że grupa przygotowywała się do wydania letniego albumu. Grupa ostatecznie wydała swój trzeci minialbum Russian Roulette 7 września. Minialbum zawiera siedem utworów, z wiodącym singlem o tym samym tytule. 13 września Red Velvet wygrały swoją pierwsze trofeum w programie muzycznym The Show dzięki „Russian Roulette”. Tytułowy utwór uplasował się na 2 pozycji listy Gaon Digital Chart i Billboard's World Digital Songs.

### 2017:Rookie,The Red SummeriPerfect Velvet

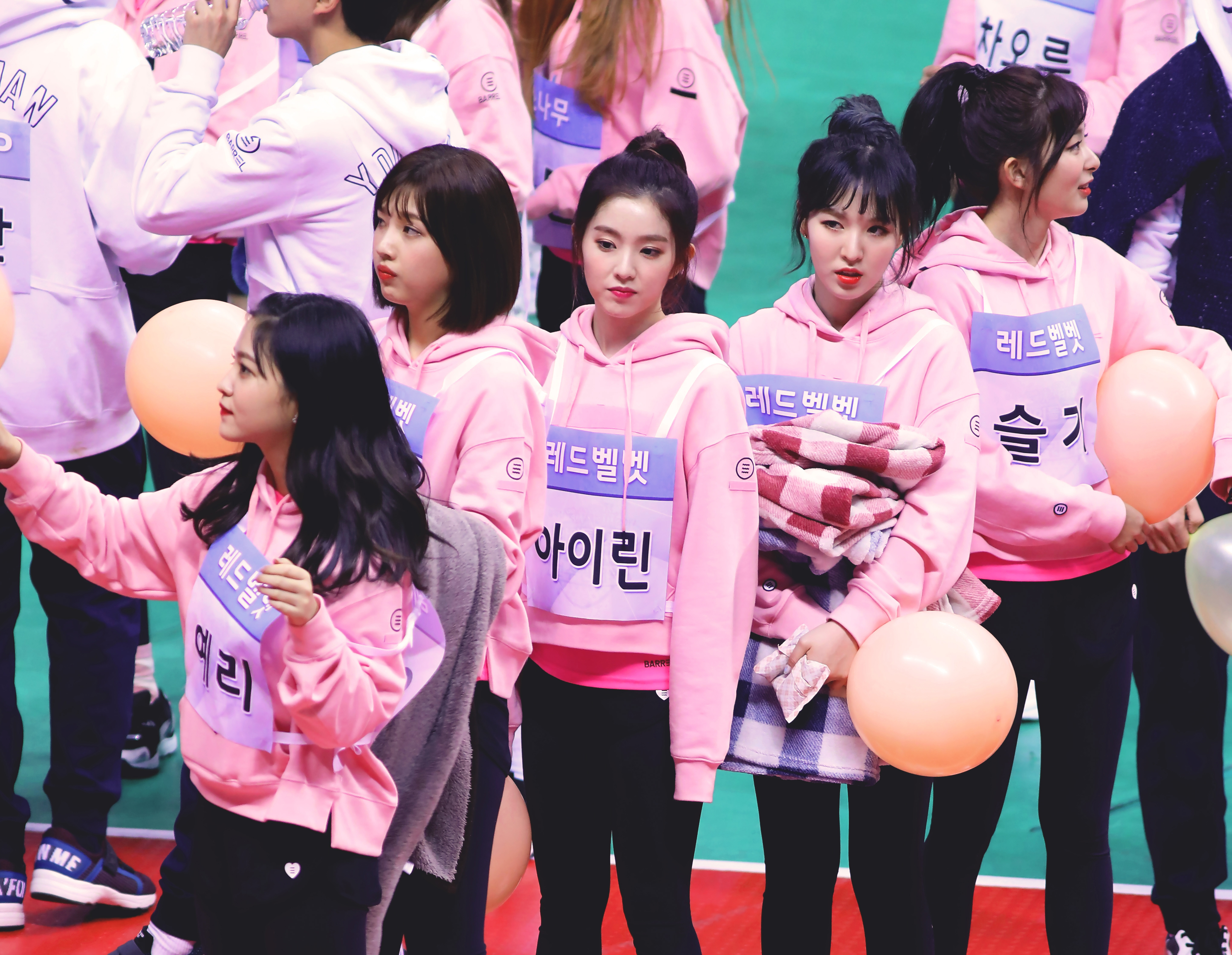
Red Velvet podczas wydarzenia sportowego ISAC w styczniu 2017

1 lutego 2017 roku Red Velvet wydały swój czwarty minialbum Rookie. Płyta zawiera sześć utworów, w tym tytułowy singel „Rookie” oraz solowy utwór Wendy pt. „Last Love” (kor. 마지막 사랑). Minialbum znalazł się na szczycie list Weekly Gaon Album Chart oraz Billboard World Albums. Grupa wygrała po raz pierwszy z „Rookie” w programie The Show 7 lutego, a następnie również w programach Show Champion, M Countdown, Music Bank i Inkigayo. 31 marca grupa wydała pierwszy singel do SM Station 2, zatytułowany „Would U”. W celu dalszych promocji, od 27 lipca do 10 września, Red Velvet wystąpiły w swoim pierwszym programie telewizyjnym Level Up Project, który pokazał materiał z podróży dziewcząt do Tajlandii. Program składał się z 23 odcinków i został nakręcony bez członkini Joy, która była wtedy zajęta kręceniem serialu Geunyeoneun geojinmar-eul neomu saranghae, w którym grała główną bohaterkę.
9 lipca ukazał się piąty minialbum The Red Summer z głównym singlem „Red Flavor”; był to pierwszy letni album zespołu. The Red Summer odniósł komercyjny sukces, zajmując pierwszą pozycję na listach Gaon Album Chart i Billboard World Albums. Dodatkowo „Red Flavor” zadebiutował na szczycie wykresu Gaon Digital Chart i Gaon Download Chart, z pozostałymi czterema utworami z płyty również w zestawieniu w Top 50 Digital Chart.
W dniach 18–20 sierpnia odbyła się seria solowych koncertów Red Velvet, pt. Red Room, koncerty zgromadziły 11 tys. osób. Chociaż początkowo planowano dwa koncerty, dodano dodatkową datę ze względu na popyt.
4 października SM Entertainment ogłosiło na swojej japońskiej stronie internetowej, że grupa będzie miała swój pierwszy showcase w Japonii. „Red Velvet Premium Showcase F'U'N Room Reveluv-Baby Party” odbył się 6 listopada w Ebisu The Garden Hall w Tokio. Tam po raz pierwszy wykonały japońskie wersje swoich koreańskich piosenek „Dumb Dumb” i „Red Flavor”. Po zamknięciu showcase'u oficjalnie ogłoszono, że koncerty Red Velvet s serii „Red Room” zostaną kontynuowane do Japonii w 2018 roku. Planowane daty koncertów to 28 i 29 marca, w Musashino Forest Sports Plaza, które później zostanie wykorzystane na Letnie Igrzyska Olimpijskie w Tokio w 2020 roku.
Red Velvet ponownie zaprezentowały swoją „aksamitną” (ang. velvet) stronę koncepcji wydając drugi album Perfect Velvet 17 listopada, wraz z głównym singlem „Peek-A-Boo” (kor. 피카부 (Peek-A-Boo)). Album i singel odniosły komercyjny sukces. Album uplasował się na 1. miejscu listy Billboard World Albums, a „Peek-A-Boo” zajął 2. pozycję na liście Billboard World Digital Songs.

### 2018:The Perfect Red Velvet,#Cookie Jar,Summer MagiciRBB
29 stycznia 2018 roku ukazał się pierwszy repackage album pt. The Perfect Red Velvet. Zawierał on dodatkowo trzy nowe utwory, z głównym singlem „Bad Boy”. Płyta znalazła się na szczycie listy Gaon Album Chart, a piosenka „Bad Boy” zajęła 1. pozycję listy Gaon Download Chart i 2. listy Gaon Digital Chart. The Perfect Red Velvet uplasował się też na 3. miejscu listy Billboard World Album, a „Bad Boy” zadebiutował na 2 miejscu World Digital Songs. Red Velvet również po raz pierwszy znalazły się w pierwszej dziesiątce Billboard's Social 50 (zajmując miejsce 9). Red Velvet promowały piosenkę w różnych południowokoreańskich programach muzycznych, zdobywając pierwszą nagrodę 8 lutego w programie Show Champion.
20 marca ogłoszono, że Red Velvet wystąpią wraz z innymi wybranymi południowokoreańskimi artystami na międzykoreańskim koncercie w Pjongjangu, w Korei Północnej. Byli pierwszymi artystami z agencji SM Entertainment, którzy wystąpili w Korei Północnej po piętnastu latach, od czasu koncertów Shinhwa. 30 marca grupa ogłosiła, że oficjalnie zadebiutuje w Japonii w lipcu.
29 kwietnia Red Velvet udały się na pierwsze spotkanie z fanami w Chicago, spotykając się z 4000 osobami; impreza odbyła się w Rosemont Theatre. 23 maja ujawniono tytuł i datę premiery pierwszego japońskiego albumu. #Cookie Jar został wydany 4 lipca 2018 roku i zawierał trzy nowe piosenki oraz japońskie wersje singli „Dumb Dumb”, „Russian Roulette” i „Red Flavor”. Teledysk do tytułowej piosenki, „#Cookie Jar”, ukazał się 21 czerwca.
19 lipca 2018 roku Red Velvet ogłosiły, że niedługo powrócą z nowym wydawnictwem; teledysk został nakręcony na w Gyeonggi-do, a utwory z nowego minialbumu zostały wykonane na koncercie Redmare. 23 lipca 2018 roku ogłoszono tytuł i datę premiery minialbumu. Summer Magic ukazał się 6 sierpnia 2018 roku, zawierał siedem utworów, w tym jeden utwór dodatkowy. Główny singel z płyty, „Power Up”, zdobył status Perfect All-Kill, a minialbum zajął 1. pozycję na listach iTunes Top Albums Chart w 28 krajach.
W październiku SM Entertainment zapowiedziało kolejny album na listopad. Kolejny minialbum, zatytułowany RBB, ukazał się 30 listopada. Płytę promował singel „RBB (Really Bad Boy)”.

### 2019:SAPPYiThe ReVe Festival
6 stycznia 2019 roku ukazał się japoński cyfrowy singel pt. „SAPPY”, do którego teledysk został udostępniony na YouTube dzień wcześniej. 20 lutego grupa wydała kolejny cyfrowy singel pt. „Sayonara”. Obie piosenki zostały włączone do drugiego japońskiego minialbumu SAPPY, który został wydany 29 maja; na płycie znajdują się także japońskie wersje „Peek-A-Boo”, „Rookie” i „Power Up”.
W lutym Red Velvet rozpoczęły północnoamerykańską część trasy Redmare Tour. Koncerty odbył się w Los Angeles, Dallas, Miami, Chicago i Newark w Stanach Zjednoczonych oraz w Toronto i Vancouver w Kanadzie. 5 kwietnia pojawiły się w zremiksowanej wersji piosenki „Close to Me” Ellie Goulding i Diplo; grupa stworzyła koreański teksty do utworu.
4 czerwca zapowiedziano, że Red Velvet powrócą na południowokoreańską scenę muzyczną z nowym minialbumem. The ReVe Festival: Day 1 został wydany 19 czerwca, wraz z teledyskiem do głównego singla „Zimzalabim”. Druga część The ReVe Festival: Day 2 z głównym singlem „Umpah Umpah” (kor. 음파음파 (Umpah Umpah)) ukazała się 20 sierpnia. Ostatnim wydawnictwem trylogii był album The ReVe Festival: Finale, który ukazał się 23 grudnia. Oprócz utworów z pozostałych dwóch części, zawierał cztery nowe piosenki, w tym główną „Psycho”. W celu promocji serii The ReVe Festival, grupa odbyła trzecią trasę koncertową La Rouge, która rozpoczęła się koncertami w Seulu – 23 i 24 listopada.
25 grudnia, podczas próby 2019 SBS Gayo Daejeon, Wendy spadła ze sceny doznając urazów twarzy, złamania nadgarstka i miednicy, wskutek czego przez kolejne kilka miesięcy musiała być hospitalizowana.

### 2020: Debiut podgrupy
W 2020 roku Red Velvet pojawiły się w filmie animowanym Trolle 2 jako K-popowe trolle, wykonując piosenkę „Russian Roulette”. 21 kwietnia SM Entertainment potwierdziło, że Irene i Seulgi utworzą pierwszą podgrupę Red Velvet i że duet był w przygotowaniu do pierwszego wydawnictwa, planowanego na połowę roku. Premiera płyty Monster została ostatecznie przesunięta na 6 lipca.
21 sierpnia Red Velvet wydały singel Our Beloved BoA #4 – SM STATION, zawierający cover „Milky Way” piosenkarki BoA, jako część projektu z okazji 20. rocznicy debiutu artystki. W nagraniu utworu uczestniczyła również Wendy, po 8 miesiącach od wypadku na scenie.

## Pochodzenie nazwy i kolory

### Nazwa
Image grupy bazuje na dwóch słowach składających się na nazwę grupy. Velvet odnosi się do określenia ich silnej i sensualnej koncepcji (widocznej w np. „Automatic” i „Be Natural”), zaś Red do określania łagodnej i dziewczęcej strony (w piosenkach takich jak „Happiness” i „Ice Cream Cake”).

### Kolory
Każda z członkiń ma przypisany do siebie kolor:
- Irene – różowy
- Seulgi – żółty
- Wendy – niebieski
- Joy – zielony
- Yeri – fioletowy

## Kontrowersje
Krótko po opublikowaniu teledysku do Happiness, japońskie media spostrzegły, że użyte w nim były wizerunek gazet opisujących atak atomowy na Hiroshimę i Nagasaki, oraz samolocik i dwa dymiące wieżowce sugerujące zamach z 11 września. Wytwórnia wyjaśniła sprawę, opublikowała wyjaśnienie i 4 sierpnia 2014 zastąpiła kontrowersyjną wersję teledysku poprawioną wersją.

## Członkinie
| Pseudonim   | Pseudonim | Prawdziwe imię | Prawdziwe imię | Data urodzenia       | Funkcja                                                  |
| Latynizacja | Hangul    | Latynizacja    | Hangul         | Data urodzenia       | Funkcja                                                  |
| ----------- | --------- | -------------- | -------------- | -------------------- | -------------------------------------------------------- |
| Irene       | 아이린    | Bae Joo-hyun   | 배주현         | 29 marca 1991(dts)   | liderka, główna raperka, prowadząca tancerka, wokalistka |
| Seulgi      | 슬기      | Kang Seul-gi   | 강슬기         | 10 lutego 1994(dts)  | prowadząca wokalistka, główna tancerka                   |
| Wendy       | 웬디      | Son Seung-wan  | 손승완         | 21 lutego 1994(dts)  | główna wokalistka                                        |
| Joy         | 조이      | Park Soo-young | 박수영         | 3 września 1996(dts) | prowadząca raperka, wokalistka                           |
| Yeri        | 예리      | Kim Ye-rim     | 김예림         | 5 marca 1999(dts)    | raperka, wokalistka, maknae                              |

## Dyskografia

### Albumy studyjne
- The Red (2015)
- Perfect Velvet (2017)
- The Perfect Red Velvet (2018; repackage)
- The ReVe Festival: Finale (2019; repackage)
- Bloom (2022; japoński)
- Chill Kill (2023)

### Minialbumy
- Ice Cream Cake (2015)
- The Velvet (2016)
- Russian Roulette (2016)
- Rookie (2017)
- The Red Summer (2017)
- #Cookie Jar (2018; japoński)
- Summer Magic (2018)
- RBB (2018)
- SAPPY (2019; japoński)
- The ReVe Festival: Day 1 (2019)
- The ReVe Festival: Day 2 (2019)
- Queendom (2021)
- The ReVe Festival 2022 – Feel My Rhythm (2022)
- The ReVe Festival 2022 – Birthday (2022)
- Cosmic (2024)

## Filmografia

### Teledyski
| Rok  | Utwór                 | Oficjalny teledysk |
| ---- | --------------------- | ------------------ |
| 2014 | „Happiness”           | YouTube            |
| 2014 | „Be Natural”          | YouTube            |
| 2015 | „Automatic”           | YouTube            |
| 2015 | „Ice Cream Cake”      | YouTube            |
| 2015 | „Dumb Dumb”           | YouTube            |
| 2016 | „One Of These Nights” | YouTube            |
| 2016 | „Russian Roulette"    | YouTube            |
| 2017 | „Rookie”              | YouTube            |
| 2017 | „Would U”             | YouTube            |
| 2017 | „Red Flavor”          | YouTube            |
| 2017 | „Rebirth”             | YouTube            |
| 2017 | „Peek-A-Boo”          | YouTube            |
| 2018 | „Bad Boy”             | YouTube            |
| 2018 | „I Just”              | YouTube            |
| 2018 | „#Cookie Jar”         | YouTube            |
| 2018 | „Power up”            | YouTube            |
| 2019 | „Sappy”               | YouTube            |
| 2019 | „Zimzalabim”          | YouTube            |
| 2021 | „Queendom”            | YouTube            |
| 2022 | „Feel My Rhythm”      | YouTube            |

### Telewizja
Programy telewizyjne
- Level Up Project! (2017)
- Level Up Project! Season 2 (2018)

Film biograficzny
- SMTown: The Stage (2015)

## Trasy koncertowe
- Red Room (2017–2018)
- R to V (2023)

SM Town
- SM Town Live World Tour IV (2014–2015)
- SM Town Live World Tour V (2016)
- SM Town Live World Tour VI (2017)

## Nagrody i nominacje
Red Velvet wygrały wiele nagród w telewizyjnych programach muzycznych. 27 marca 2015, 7 miesięcy po oficjalnym debiucie grupa pierwszy raz wygrała południowokoreański program muzyczny Music Bank z ich pierwszym albumem Ice Cream Cake. W kolejnych tygodniach piosenka zajęła pierwsze miejsce w programach Show! Music Core i Inkigayo.